# Banca di Credito Cooperativo di Castel Goffredo
La Banca di Credito Cooperativo di Castel Goffredo è stata una banca di credito cooperativo con sede a Castel Goffredo, in provincia di Mantova.

## Storia
La "Cassa Rurale di prestiti e depositi" nacque a Castel Goffredo il 28 novembre 1895 per volere di alcuni cittadini e di alcuni sacerdoti (don Lorenzo Terlera, don Domenico Bodini e don Alessandro Mori), mossi dagli ideali del mutualismo.
Tra il 1938 e il 1939 cambiò la denominazione in "Cassa rurale ed artigiana di Castel Goffredo".
Nel 1998 l'istituto di credito mutò nome in "Banca di Credito Cooperativo di Castel Goffredo Scrl" e nel 2005 in "Banca di Credito Cooperativo di Castel Goffredo Società Cooperativa".
Nel maggio 2016 avvenne la fusione con "Banca Cremonese Credito Cooperativo", che diede vita al "Credito Padano - Banca di Credito Cooperativo" con sede a Cremona.